# وليد إبراهيم قصاب
وليد إبراهيم القصاب (ولد 1949 م) باحث ومحقق سوري، وأديب شاعر وقاصٌّ، وناقد، أستاذ البلاغة والنقد في الجامعات العربية. عمل في التعليم الجامعي في كل من سورية والإمارات والسعودية، وهو نائب رئيس رابطة الأدب الإسلامي العالمية، ومدير تحرير مجلة الأدب الإسلامي. له عشرات المؤلفات الأدبية والنقدية. وهو عضو أيضًا في اتحاد الكتَّاب العرب بسورية، وجمعية حماية اللغة العربية بالشارقة.

## ولادته وتحصيله
ولد وليد إبراهيم القصاب في بلدته دير عطية من مدن القلمون السورية سنة 1369هـ/ 1949م، ونشأ من طفولته في دمشق وفيها ترَعرَعَ، وتلقَّى تعليمه الأوَّلي في مدارسها. نال إجازة في اللغة العربية من جامعة دمشق سنة 1970، ودبلوم التربية عام 1971 من الجامعة نفسها.
ثم تابع دراسته العليا في جامعة القاهرة ونال منها شهادتي الماجستير والدكتوراه، الأولى بإشراف الأستاذ الكبير د. يوسف خليف، عن بحثه (قضية عمود الشعر في النقد العربي القديم، ظهورها وتطورها) سنة 1973م، والأُخرى بإشراف العلامة د. شوقي ضيف، عن أطروحته (التراث البلاغي والنقدي للمعتزلة حتى القرن السادس الهجري) سنة 1976م.
وحصل على دبلوم في الصِّحافة من أمريكا من جامعة وين ستيت (Wane State).

## وظائفه وأعماله
عمل معيداً في جامعة حلب، ثم مدرساً في جامعة الملك سعود من 1977 حتى 1982، ثم أستاذاً مساعداً في جامعة الإمارات العربية المتحدة من 1982 حتى 1988، ثم في كلية الدراسات الإسلامية والعربية بدبي من 1989 حتى 2003، وعمل أستاذاً منتدباً في جامعة عجمان وجامعة القدس المفتوحة فرع دبي مدة أربع سنوات. ثم أستاذًا في جامعة الإمام محمد بن سعود الإسلامية في الرياض ومديرًا لتحرير مجلة الأدب الإسلامي.

## كتبه وآثاره

#### 1) تحقيقات تراثية:
1. كتاب (الأوائل) لأبي هلال العسكري، وزارة الثقافة، دمشق، القسم الأول، 1975م، والقسم الثاني، 1976م، ط أولى. ثم صدر الكتاب بقسميه عن دار العلوم، الرياض، 1982م، ط ثانية.
2. كتاب (الأفضليَّات)، لابن الصَّيرفي، بالاشتراك مع د. عبد العزيز المانع، مجمع اللغة العربية، دمشق، 1983م.
3. (ديوان عبد الله بن رواحة)، جمع وتحقيق ودراسة، دار العلوم، الرياض، 1982م، ط أولى. دار الضياء، عمَّان، 1988م، ط ثانية.
4. (الأشراف)، ابن أبي الدنيا، دار الثقافة، الدوحة، 1992م.
5. (ديوان محمود الورَّاق) جمع وتحقيق ودراسة، مؤسسة الفنون، عجمان، 1991م. دار صادر، بيروت، 2001م، ط ثانية.

#### 2) مؤلفات بلاغية ونقدية:
1. (قضيَّة عمود الشعر في النقد العربي)، دار العلوم، الرياض،1980م، ط أولى. المكتبة الحديثة، العين، 1985م، ط ثانية. دار الثقافة، قطر، 1992م، ط ثالثة.
2. (الطِّرمَّاح بن حكيم شاعر الخوارج) القاهرة، 1978م.
3. (دراسات في النقد الأدبي)، دار العلوم، الرياض، 1983م.
4. (التراث البلاغي والنقدي للمعتزلة)، دار الثقافة، الدوحة، 1985م.
5. (في اللغة والأدب والنقد) بالاشتراك، دار الفلاح، الكويت، 1986م.
6. (الحداثة في الشعر العربي المعاصر، حقيقتها وقضاياها)، دار القلم، دبي، 1996م.
7. (نصوص النظريَّة النقديَّة عند العرب)، المكتبة الحديثة، العين، 1987م.
8. (النظرة النبويَّة في نقد الشعر)، المكتبة الحديثة، العين، 1988م، ط أولى. دار المنار، دبي، 1992م، ط ثانية.
9. (شخصيَّات إسلامية في الأدب والنقد)، دار الثقافة، الدوحة، 1992م.
10. (قطريُّ بن الفُجاءة)، ندوة أدب الخليج، جامعة الإمارات، 1998م، ط أولى. دار الثقافة، قطر، 1993م، ط ثانية.
11. (في الأدب الإسلامي)، دار القلم، دبي، 1998م.
12. (البلاغة العربية، البيان والبديع)، دار القلم، دبي، 1998م.
13. (البلاغة العربية، علم المعاني)، دار القلم، دبي، 1999م.
14. (في الإعجاز البلاغي للقرآن الكريم)، دار القلم، دبي، 2000م.
15. (من صيد الخاطر، في النقد الأدبي)، دار البشائر، دمشق، 2003م.
16. (خطاب الحداثة في الأدب، الأصول والمرجعيَّة) مناظرة مع د. جمال شحيِّد، دار الفكر، دمشق، 2005م.
17. (النقد العربي القديم، نصوص في الاتجاه الإسلاميِّ والخُلُقي)، دار الفكر، دمشق، 2005م.
18. (المذاهب الأدبية الغربية، رؤية فكريَّة وفنيَّة)، مؤسسة الرسالة، بيروت، 2005م.
19. (مقالات في الأدب والنقد)، دار البشائر، دمشق، 2005م.
20. (مناهج النقد الأدبي الحديث، رؤية إسلامية)، دار الفكر، دمشق، 2007م.
21. (من قضايا الأدب الإسلامي)، دار الفكر، دمشق، 2008م.
22. (إشكالية الأدب الإسلامي) ضمن سلسلة حوارات لقرن جديد، مناظرة مع د. مرزوق بنتنباك، دار الفكر، دمشق، 2009م.

#### 3) إبداعات شعرية:
1. (يوميَّات من رحلة بحَّار)، القاهرة 1977م.
2. (عالم وضحايا)، القاهرة، 1979م.
3. (ذكريات وأصداء)، نادي الرياض الأدبي، 1985م، ط أولى. المكتبة الحديثة، 1986م، ط ثانية.
4. (صور من بلادي)، دار البشير، عمَّان، 1985م، ط أولى. المكتبة الحديثة، العين، 1987م، ط ثانية.
5. (فارس الأحلام القديمة)، دار الثقافة، الدوحة،1990م.
6. (أشعار من زمن القهر)، دار القلم دبي، 1996م.
7. (من شجون الغرباء)، مؤسسة الرسالة، بيروت، 2000م.
8. (انكسارات)، مؤسسة الرسالة، بيروت، 2005م.
9. (صفحات من سيرة عنترة)، دار التوبة، الرياض، 2009م.

#### 4) إبداعات نثرية:
1. (هديَّة العيد)، وزارة الثقافة، دمشق، 1973م.
2. (الخيط الضَّائع)، القاهرة، 1978م.
3. (البَوح)، دار الفكر، دمشق، 2002م.
4. (يوم من اللامبالاة)، مؤسسة الرسالة، بيروت، 2005م.
5. (الصرخة)، دار الفكر، دمشق، 2007م.

## وصلات خارجية
- وليد إبراهيم قصاب على موقع أرشيف الشارخ.